# Swissair
World's most refreshing airline
(La compagnie aérienne la plus rafraîchissante du monde)
Swissair (nom officiel Société anonyme suisse pour la navigation aérienne) (code IATA : SR ; code OACI : SWR) était la compagnie aérienne nationale suisse. Elle a été fondée en 1931 par Balz Zimmermann et par le pionnier de l’aviation Walter Mittelholzer. SAirGroup fait faillite le 2 octobre 2001 et cesse son activité en mars 2002. La compagnie arborait la croix suisse comme marque distinctive.

## Histoire

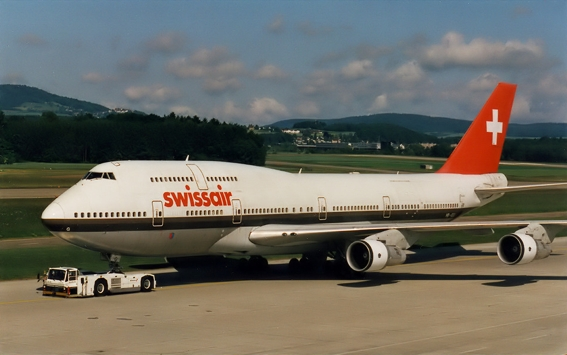
Swissair fut la compagnie de lancement du 747-300.

Swissair est fondée en 1931 par Balz Zimmermann et Walter Mittelholzer, avec la fusion de Balair et Ad Astra Aero. En 1932, elle est la première compagnie européenne à mettre en service des monomoteurs de construction américaine, du type Lockheed L-9 Orion. En 1934, elle innove au niveau européen en engageant les premières hôtesses de l’air. 

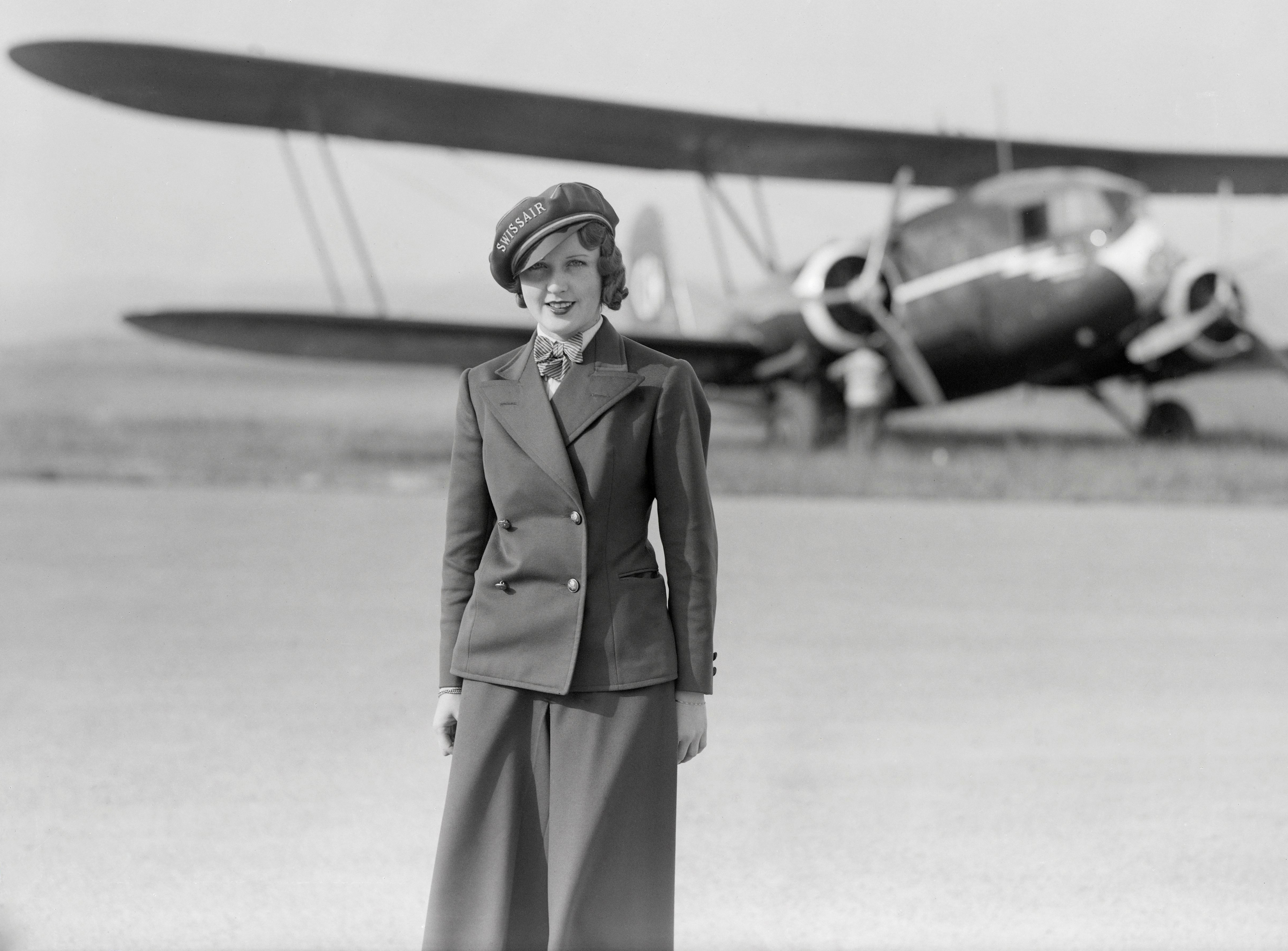
Nelly Diener, première hôtesse de l'air en Europe, en 1934 devant un Condor.

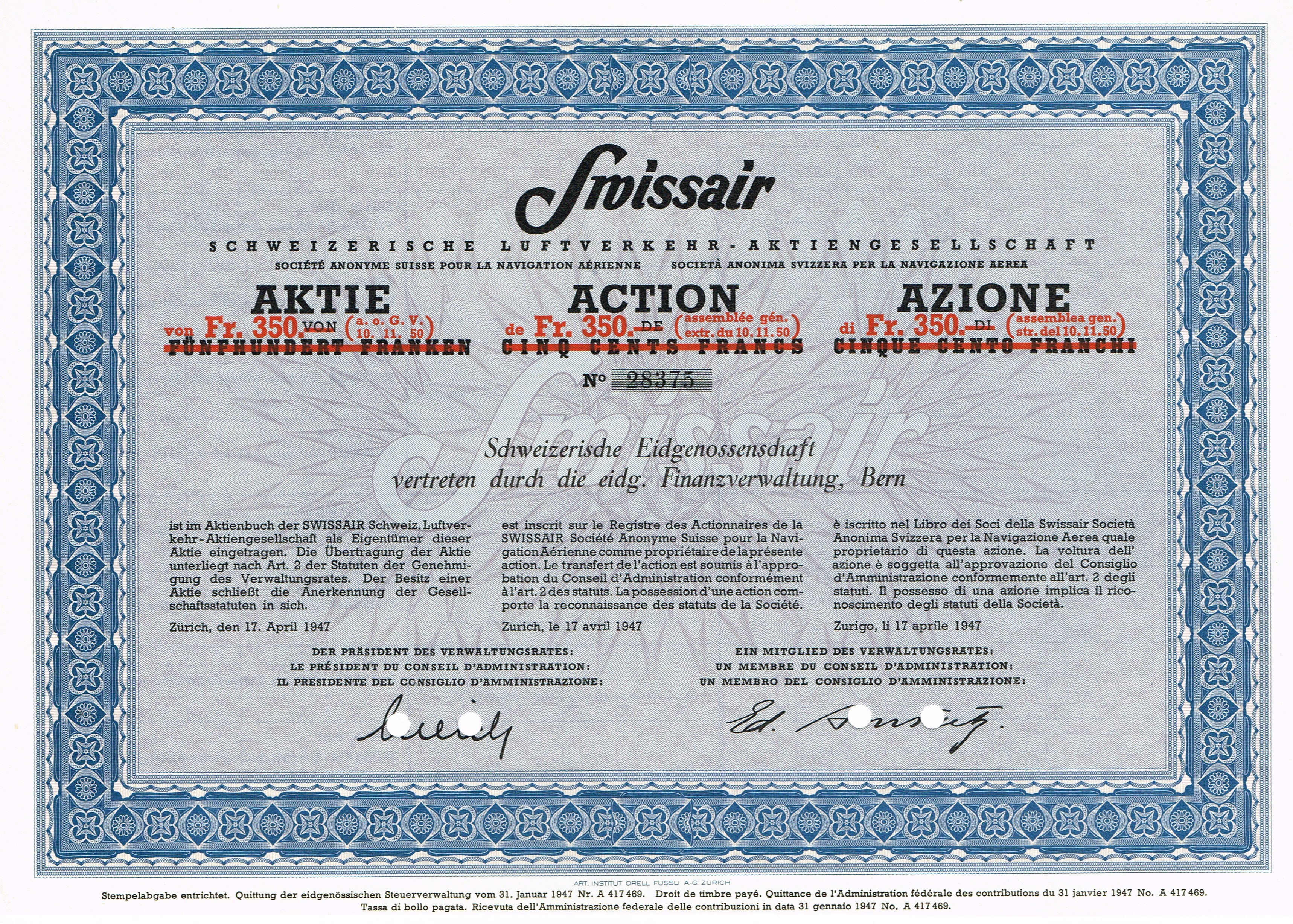
Action de la Swissair en date du 17 avril 1947.

En 1947, elle inaugure une ligne régulière Genève-New York. En 1947, elle devint la compagnie nationale suisse, les pouvoirs publics acquérant 30 % du capital-actions porté de 1  à   20 millions de francs. À cette époque, la compagnie a une image de marque de compagnie luxueuse, et voyager avec devient un signe de distinction. Plus de 700 cuisiniers, pâtissiers et boulangers cuisinent 21 000 repas par jour destinés à être servis dans les avions. La compagnie est décrite comme un fleuron de l'économie et un symbole de la qualité suisse.
Swissair a profité de l'essor du trafic aérien après la Seconde Guerre mondiale pour se développer. En 1960, le premier avion à réaction est mis en service, en 1971 le premier Boeing 747. En 1995, la compagnie desservait 117 destinations dans 70 pays. 
De par les fortes liquidités financières dont elle disposait, Swissair a été surnommée la « banque volante ». Ces liquidités ont permis à la compagnie de prendre des participations dans d'autres compagnies.
Avec un réseau articulé autour des deux hubs de Zürich (Suisse allemande) et Genève (Suisse romande), Swissair est considérée en Suisse comme un symbole de l'unité nationale et jouit d'une excellente image au sein de la population des différentes régions linguistiques. Cependant, le 4 avril 1996, la compagnie annonce sa décision de retirer, dès l’horaire d’hiver 1996-1997, la totalité de ses vols long-courriers intercontinentaux au départ de Genève — sauf le symbolique Genève-New York, qui relie les deux sièges de l'ONU —, recentrant son activité sur Zurich. Indignation populaire et tempête politique en Suisse romande, où cette décision est perçue comme une véritable trahison. Son image de porte-drapeau helvétique s'effondre dans la partie francophone du pays. Du côté de Genève, on s'active pour trouver des compagnies étrangères capables de remplacer Swissair à l'aéroport de Cointrin,.
De plus, SAirGroup se lance dans une série d'acquisitions ruineuses, devenant notamment actionnaire de 49,5 % du capital de la compagnie belge Sabena, de 49,9 % de LTU, de 20 % de SAA, de 49,5 % du capital d'Air liberté, d'une bonne partie du capital d'Air Littoral et d'autres petites compagnies aériennes. En tout, cette politique d'acquisition coûte à Swissair près de 17 milliards $US, et a des effets désastreux car ces compagnies ont un rendement bien inférieur à celui attendu, notamment à cause de la concurrence internationale et du ralentissement de tout le secteur aérien (à cause de problèmes comme la hausse du prix du kérosène, la stagnation du trafic, la mauvaise conjoncture économique outre-Atlantique). Ces problèmes sont aggravés par une gestion inadaptée du groupe.
Le groupe s'endette et n'a pas les moyens d'y répondre clairement. Une partie des entreprises de SAirGroup et des actions dans d'autres compagnies aériennes sont vendues, un plan de restructuration est mis en place mais ces mesures ne sont pas assez efficaces, en partie à cause d'autres problèmes. Ainsi, Swissair employait près de 72 000 personnes dans le monde (dont 21 000 en Suisse), un nombre proportionnellement bien plus élevé que beaucoup de compagnies aériennes.
En 2000, et pour la première fois en 70 ans d'histoire, la compagnie enregistre une perte sévère d'1,8 milliard $US, qui entame la quasi-totalité de ses réserves en capital.
Les attentats du 11 septembre 2001 aux États-Unis ont accéléré la chute financière de la compagnie. À la fin de septembre, Swissair demande l'aide du gouvernement et des banques pour payer les salaires. Les banques acceptent mais proposent un plan par lequel Swissair serait démantelée et passerait sous la coupe de Crossair, sa filiale rentable. Le 1er octobre 2001, le PDG de Swissair Mario Corti dit au Conseil fédéral que Swissair a besoin d'une aide financière d'urgence. Le 2 octobre 2001, la compagnie n'est plus en mesure de payer ses factures, les vols sont suspendus et l'ensemble de la flotte reste au sol. 39 000 passagers sont bloqués. Cet épisode est connu sous le nom de « grounding », et provoque un véritable traumatisme dans l'opinion publique suisse. Après deux jours de paralysie, le conseil fédéral et les banques octroient tout de même 900 millions de francs suisses d'aide qui permettent à Swissair d'assurer provisoirement 1/3 de ses vols. Mais le mal est fait. La compagnie ne se remet pas de cette débâcle et disparaît définitivement le 31 mars 2002,.
En 2002, Swiss International Air Lines est créé grâce à une injection de capitaux issus notamment de fonds publics. L'État investit pour un montant total de 2,3 milliards de francs suisses et 1,7 milliard de francs seront ajoutés au capital de la nouvelle compagnie par l'achat d'actions des grandes entreprises suisses comme Novartis, Nestlé ou Swisscom.
Toujours en 2002, Karl Wüthrich, avocat de Wenger Plattner, est nommé par le tribunal à titre de liquidateur de la société Swissair. Il décide de poursuivre plusieurs banques et cabinets de conseils, notamment KPMG, afin de recouvrir des fonds alloués juste avant la faillite de l’entreprise. En 2005, le bureau d’audit accepte de restituer 35,5 millions de francs suisses à l’ancienne compagnie aérienne nationale. Par ailleurs, dans le cadre de la procédure de liquidation de la compagnie, plus de 15 000 créanciers ont présenté des demandes de remboursement.
Depuis 2005, elle appartient au groupe allemand Lufthansa, qui en a pris le contrôle pour un montant total de 339 millions de francs, suscitant la colère des petits actionnaires qui n'ont pas été consultés au sujet de cette cession.
En outre, la Cour d'appel de Bruxelles a rendu le 27 janvier 2011 un arrêt estimant que SAirGroup était directement responsable de la faillite de Sabena, le groupe suisse n'ayant pas respecté ses obligations contractuelles de l'époque, qui prévoyaient une recapitalisation (qui n'a jamais eu lieu) de la compagnie belge. Cependant, l'arrêt ne peut être reconnu sur la base de la convention internationale de Lugano. Se référant à la jurisprudence la plus récente de la Cour de justice de l'Union européenne (CJUE), le Tribunal fédéral suisse a donc refusé de reconnaître cet arrêt. En effet la convention ne s'applique pas dans les cas de faillites.

## Avions utilisés

### 1931–1968:avions à hélices
| Type                  | Constructeur           | Modèle       | Nombre d'avions | Période d'utilisation | Passagers | Personnel cockpit / cabine | Rayon d'action | Réseau d'utilisation                                        | Remarques | Photo |
| F.VII                 | Fokker                 | F.VIIa       | 1               | 1931 - 1950           | 8-10      | 2 / -                      | 800 km         | Europe                                                      | |       |
| F.VII                 | Fokker                 | F.VIIb-3m    | 8               | 1931 - 1935           | 8-10      | 2 / -                      | 800 km         | Europe                                                      | |       |
| AC-4 Gentleman        | Comte                  | AC-4         | 1               | 1931 - 1947           | 2         | 1 / -                      | 700 km         | Suisse                                                      | |       |
| BFW M18               | Messerschmitt          | M18d         | 1               | 1931 - 1938           | 4         | 2 / -                      | 600 km         | Europe                                                      | |       |
| Orion Type 9          | Lockheed               | Orion 9 B    | 2               | 1932 - 1936           | 4         | 1 / -                      | 950 km         | route express - Bâle-Zurich-Munich-Vienne                   | |       |
| T-32 Condor           | Curtiss                | AT-32C       | 1               | 1934                  | 14-15     | 2 / 1                      | 800 km         | Europe                                                      | crash à Wurmlingen (Landkreis Tuttlingen) (27.07.1934)                                                                            |       |
| Clark GA-43           | Clark                  | GA-43A       | 2               | 1934 - 1936           | 10        | 2 / -                      | 800 km         | Europe                                                      | HB-ITU : crash contre le Rigi (30.04.1936)                                                                                        |       |
| DC-2                  | Douglas                | DC-2-115B    | 6               | 1934 - 1952           | 14        | 3 / -                      | 800 km         | Europe                                                      | HB-ISI : bombardé à Stuttgart (9 août 1944) HB-ITA : crash à Senlis (7 janvier 1939) HB-ITI : crash à Dübendorf (28 février 1936) |       |
| JU-86                 | Junkers                | JU-86B-O     | 1               | 1936                  | 10        | 2 / -                      | 800 km         | Europe                                                      | crash à Darmstadt (12.08.1936) |       |
| JU-86                 | Junkers                | JU-86B-1/Z11 | 1               | 1937 - 1939           | 10        | 2 / -                      | 800 km         | Europe                                                      | crash à Constance (20.07.1939) |       |
| D.H. 89 Dragon Rapide | de Havilland           | D.H. 89      | 3               | 1937 - 1954           | 6         | 1 / -                      | 850 km         | Suisse, Autriche                                            | |       |
| DC-3                  | Douglas                | DC-3-216A    | 16              | 1937 - 1969           | 21        | 2-3 / -                    | 870 km         | Europe                                                      | |       |
| DC-4                  | Douglas                | DC-4-1009A   | 5               | 1946 - 1959           | 44-55     | 5 / 2-3                    | 4 600 km       | Europe, États-Unis, Afrique, Moyen-Orient                   | HB-ILE : crash à Sydney (13.12.1950) HB-ILO : crash à Schiphol (14.12.1951)                                                       |       |
| Mráz K-65 Cap         | Beneš-Mráz             | K-65         | 1               | 1948 - 1950           | 2         | 1 / -                      | 600 km         | Suisse, Europe                                              | |       |
| Nord 1000 Pingouin    | Nord-Aviation          | 1000         | 1               | 1948 - 1953           | 3         | 1 / -                      | 950 km         | Suisse, Europe                                              | |       |
| CV-240                | Convair                | CV-240-11    | 4               | 1949 - 1957           | 40        | 2-3 / 2                    | 650 km         | Europe                                                      | |       |
| CV-240                | Convair                | CV-240-4     | 4               | 1953 - 1956           | 40        | 2-3 / 2                    | 650 km         | Europe                                                      | HB-IRW : crash dans la Manche (19.06.1954)                                                                                        |       |
| DC-6                  | Douglas                | DC-6-1198    | 8               | 1951 - 1963           | 69        | 5 / 2-3                    | 2 800 km       | Europe, États-Unis, Atlantique Sud, Moyen et Extrême-Orient | |       |
| CV-440 Metropolitan   | Convair                | CV-440-11    | 11              | 1956 - 1968           | 44        | 2 / 2                      | 1 350 km       | Europe                                                      | HB-IMF : crash près de Zurich (10.02.1967)                                                                                        |       |
| DC-7 Seven Seas       | Douglas                | DC-7C-1229C  | 5               | 1956 - 1961           | 75        | 5 / 3-4                    | 6 450 km       | Europe, Amérique du Nord, Atlantique Sud                    | |       |
| Twin Pioneer (en)     | Scottish Aviation (en) | Serie 1      | 1               | 1957                  | 16        | 2 / 1                      | 1 180 km       | Suisse, Europe                                              | essais |       |

### 1960–2002:avions à réaction
| Type                | Constructeur           | Modèle               | Nombre d'avions | Période d'utilisation | Passagers | Personnel cockpit / cabine | Rayon d'action | Réseau d'utilisation                                             | Remarques                                       | Photo |
| Caravelle           | Sud-Aviation           | SE-210 Caravelle III | 8               | 1960 - 1971           | 80        | 2 / 4                      | 2 946 km       | Europe                                                           | HB-ICV : crash à Dürrenäsch (04.09.1963)        |       |
| CV-880              | Convair                | CV-880-22M-3         | 2               | 1961 - 1962           | 84        | 4 / 5                      | 5 100 km       | Moyen et Extrême-Orient                                          |                                                 |       |
| CV-990 Coronado     | Convair                | CV-990-30A           | 8               | 1962 - 1975           | 100       | 4 / 6                      | 4 930 km       | Moyen et Extrême-Orient Afrique de l'Ouest Amérique du Sud       | HB-ICD : attentat à Würenlingen (21.02.1970)    |       |
| BAC 1-11            | British Aircraft Corp. | BAC 1-11-207AJ       | 1               | 1967                  | 89        | 2 / 3                      | 3 430 km       | -                                                                | essais                                          |       |
| BAC 1-11            | British Aircraft Corp. | BAC 1-11-301AG       | 1               | 1967 - 1968           | 89        | 2 / 3                      | 3 620 km       | -                                                                | essais                                          |       |
| BAC 1-11            | British Aircraft Corp. | BAC 1-11-501EX       | 1               | 1970                  | 119       | 2 / 4                      | 3 484 km       | -                                                                | essais                                          |       |
| DC-8                | Douglas                | DC-8-32              | 3               | 1960 - 1968           | 132       | 4 / 6                      | 6 450 km       | Atlantique Nord                                                  |                                                 |       |
| DC-8                | Douglas                | DC-8-53              | 2               | 1963 - 1976           | 142       | 4 / 6                      | 9 525 km       | Atlantique Nord                                                  | HB-IDD : attentat à Zarka (12.09.1970)          |       |
| DC-8                | Douglas                | DC-8-62              | 7               | 1967 - 1984           | 152       | 3 / 7                      | 8 730 km       | Europe, Afrique, Moyen et Extrême-Orient Amérique du Nord et Sud | HB-IDE : crash à Athènes (08.10.1979)           |       |
| DC-8                | Douglas                | DC-8-62CF            | 2               | 1968 - 1981           | fret      | 3 / -                      | 8 730 km       | Amérique du Nord Extrême-Orient                                  |                                                 |       |
| DC-9 (MD-80)        | Douglas                | DC-9-15              | 5               | 1966 - 1968           | 75        | 2 / 3                      | 2 335 km       | Europe                                                           |                                                 |       |
| DC-9 (MD-80)        | Douglas                | DC-9-32              | 21              | 1967 - 1988           | 95        | 2 / 3-4                    | 2 700 km       | Europe, Afrique du Nord                                          |                                                 |       |
| DC-9 (MD-80)        | Douglas                | DC-9-33F             | 1               | 1969 - 1984           | fret      | 2 / -                      | 2 700 km       | Europe, Afrique du Nord                                          |                                                 |       |
| DC-9 (MD-80)        | Douglas                | DC-9-41              | 4               | 1974 - 1975           | 100       | 2 / 4                      | 2 700 km       | Europe, Afrique du Nord                                          | loués de SAS                                    |       |
| DC-9 (MD-80)        | Douglas                | DC-9-51              | 12              | 1975 - 1988           | 120       | 2 / 4                      | 2 700 km       | Europe, Afrique du Nord                                          |                                                 |       |
| DC-9 (MD-80)        | Douglas                | DC-9-81 (MD-81)      | 25              | 1980 - 1998           | 134       | 2 / 4                      | 3 300 km       | Europe, Afrique du Nord                                          |                                                 |       |
| DC-9 (MD-80)        | McDonnell Douglas      | MD-82                | 3               | 1989 ; 93 - 96        | 134       | 2 / 4                      | 3 800 km       | Europe, Afrique du Nord                                          |                                                 |       |
| DC-9 (MD-80)        | McDonnell Douglas      | MD-83                | 2               | 1995 - 1996           | 134       | 2 / 4                      | 4 635 km       | Europe, Afrique du Nord                                          |                                                 |       |
| DC-10               | Douglas                | DC-10-30             | 10              | 1972 - 1992           | 237       | 3 / 10                     | 9 350 km       | Atlantique Nord et Sud, Afrique, Moyen et Extrême-Orient         | HB-IHP était loué de SAS.                       |       |
| DC-10               | Douglas                | DC-10-30ER           | 4               | 1982 - 1992           | 215       | 3 / 10                     | 11 190 km      | Atlantique Nord et Sud, Afrique, Moyen et Extrême-Orient         | Dont HB-IHL & M convertis en version ER en 1982 |       |
| MD-11               | McDonnell Douglas      | MD-11                | 20              | 1991 - 2004           | 249       | 2 / 12                     | 12 750 km      | Atlantique Nord et Sud, Afrique, Moyen et Extrême-Orient         | HB-IWF : crash à Peggys Cove (02.09.1998)       |       |
| Fokker 100          | Fokker                 | F.28-0100            | 10              | 1988 - 1996           | 85        | 2 / 3                      | 1 760 km       | Europe, Afrique du Nord                                          |                                                 |       |
| A310                | Airbus                 | A310-221             | 5               | 1983 - 1995           | 212       | 2 / 7                      | 4 910 km       | Europe, Afrique du Nord, Moyen-Orient                            |                                                 |       |
| A310                | Airbus                 | A310-322             | 5               | 1985 - 1999           | 212       | 2 / 7                      | 9 630 km       | Europe, Afrique du Nord, Moyen-Orient                            |                                                 |       |
| A310                | Airbus                 | A310-325             | 1               | 1996 - 2000           | 212       | 2 / 7                      | 9 630 km       | Europe, Afrique du Nord, Moyen-Orient                            |                                                 |       |
| A320 (A319/320/321) | Airbus                 | A319-112             | 10              | 1996 - en service     | 126       | 2 / 4-5                    | 3 000 km       | Europe, Afrique du Nord, Proche-Orient                           |                                                 |       |
| A320 (A319/320/321) | Airbus                 | A320-214             | 20              | 1995 - en service     | 150       | 2 / 4-5                    | 3 650 km       | Europe, Afrique du Nord, Moyen-Orient                            |                                                 |       |
| A320 (A319/320/321) | Airbus                 | A321-111             | 12              | 1995 - en service     | 186       | 2 / 5-6                    | 3 200 km       | Europe, Afrique du Nord, Moyen-Orient                            |                                                 |       |
| A330                | Airbus                 | A330-223             | 12              | 1998 - 2011           | 230       | 2 / 9                      | 8 400 km       | Atlantique Nord, Afrique, Proche et Moyen-Orient                 |                                                 |       |
| B 747 Jumbo         | Boeing                 | 747-257B             | 2               | 1971 - 1984           | 361       | 3 / 15                     | 9 120 km       | Atlantique Nord                                                  |                                                 |       |
| B 747 Jumbo         | Boeing                 | 747-357              | 2               | 1983 - 2000           | 375       | 3 / 17                     | 11 170 km      | Atlantique Nord, Extrême-Orient                                  |                                                 |       |
| B 747 Jumbo         | Boeing                 | 747-357 Combi        | 3               | 1983 - 1999           | 276       | 3 / 17                     | 11 170 km      | Atlantique Nord, Extrême-Orient                                  |                                                 |       |

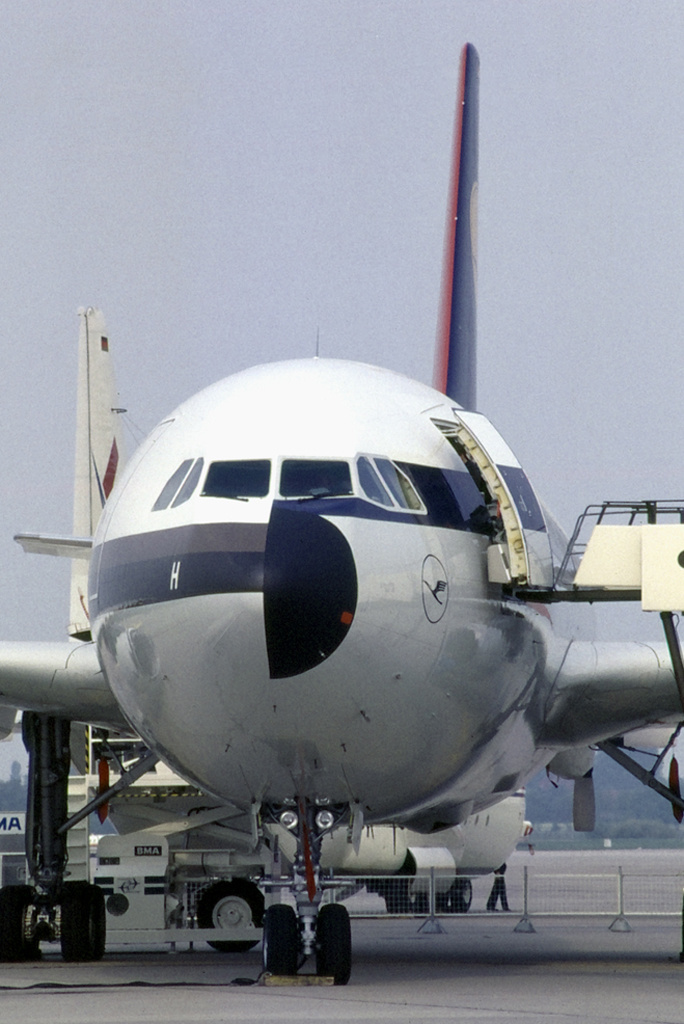
Prototype de l'A310 en 1982, en hybride.

Les dates en rouge signifient que les avions ont été repris par Swiss après la faillite de 2002.
Il est à remarquer que la compagnie Swissair était, avec la Lufthansa, l'un des deux premiers clients de l'Airbus A310. Airbus les récompensa d'une façon particulière. Le prototype MSN162 habillait une livrée spéciale, celle de Swissair et celle de Lufthansa. Après les vols d'essai, l'appareil a été intégré dans la flotte de Swissair en 1984.

## Accidents et attentats

### Avions à hélices
- 27 juillet 1934 : crash de Wurmlingen (Landkreis Tuttlingen). Il s'agit du premier accident mortel de la jeune compagnie : le Curtiss AT-32C Condor, immatriculé CH-170 s'écrase alors qu'il effectuait le vol Zurich - Berlin. Aucun survivant parmi les neuf passagers et trois membres d'équipage, dont Nelly Diener, première hôtesse de l'air d'Europe ;
- 28 février 1936 : crash du Douglas DC-2 HB-ITI à Dübendorf ;
- 30 avril 1936 : crash du Clark GA-43 HB-ITU  contre le Rigi (2 morts) ;
- 12 août 1936 : crash du Junkers Ju 86 HB-IXI à Darmstadt-Wixhausen ;
- 7 janvier 1939 : crash du Douglas DC-2 HB-ITA à Senlis près de Paris ;
- 20 juillet 1939 : crash du Junkers Ju 86 HB-IXA près de Constance à la suite d'une avarie de moteur ;
- 9 août 1944 : destruction du Douglas DC-2 HB-ISI lors d'un bombardement allié à Stuttgart ;
- 13 décembre 1950 : crash dû aux mauvaises conditions météo lors de l'atterrissage du Douglas DC-4 HB-ILE « Zürich » à Sydney (Nouvelle-Écosse). Aucune victime parmi les 31 passagers et membres d'équipage. L'avion est détruit par l'incendie qui s'est déclaré après l'évacuation des occupants ;
- 14 décembre 1951 : crash à l'atterrissage du Douglas DC-4 HB-ILO « Luzern » à Amsterdam Schiphol. Conditions météo difficiles (brouillard), aucune victime n'est à déplorer ;
- 19 juin 1954 : amerrissage du Convair CV-240 HB-IRW « Ticino » dans la Manche avec 5 passagers et 4 membres déquipage. À la suite d'une négligence des pilotes, les réservoirs furent à sec alors que l'appareil survolait la mer, et l'avion fut contraint de se poser sur l'eau. Trois passagers se noyèrent lors de l'évacuation des occupants (gilets de sauvetage et canots pneumatiques ne faisaient pas encore partie de l'équipement de secours des avions) ;
- 15 juillet 1956 : crash à l'atterrissage du CV-440 Metropolitan HB-IMD à Shannon (Irlande) lors du vol de livraison à Swissair, les 4 occupants ont été tués ;
- 10 février 1967 : crash du Convair CV-440 Metropolitan HB-IMF « Ticino » sur le Mont Lägern à proximité de Zurich lors d'un vol d'entraînement. Ses 4 occupants trouvèrent la mort.

### Avions à réaction

#### 4septembre1963: crash deDürrenäsch
À la suite d'un incendie causé par une surchauffe des freins au cours de la phase de roulage, la Caravelle du vol SR-306 reliant Zurich à Genève s'écrase dans la commune argovienne de Dürrenäsch. Les 80 passagers et membres d'équipage périrent. Plus de la moitié des passagers de la Caravelle immatriculée HB-ICV et baptisée « Schaffhausen » étaient domiciliés dans le village d'Humlikon.

#### 21 février 1970: crash de Würenlingen
Une bombe placée par le Front populaire de libération de la Palestine explose neuf minutes après le décollage du vol Swissair SR-330 reliant Zurich à Tel Aviv-Jaffa, et endommage irrémédiablement le Convair CV-990 Coronado immatriculé HB-ICD « Basel-Land ». L'avion s'écrase dans une forêt à proximité de Würenlingen, tuant les quarante-sept occupants de l'appareil. La bombe était destinée à un avion de la compagnie israélienne El Al, mais à cause du retard de ce dernier le bagage cachant l'explosif a été chargé à bord du vol Swissair.

#### 12septembre1970:Dawson Field
Le 6 septembre, les vols SR-100 reliant Zurich à New York avec 143 passagers et 12 membres d'équipage, et TWA-741 Francfort - New York sont détournés par des terroristes du FPLP sur l'aéroport de Zarka, connu sous le nom de Dawson Field. Le détournement d'un troisième avion, le Boeing 747 du vol El Al-719, échoue. Trois jours plus tard, le 9 septembre, le vol BOAC-775, est également forcé de se poser sur Dawson Field. Les passagers non-juifs et membres d'équipage sont libérés le 11 septembre, et le lendemain, les trois avions vides, le DC-8-53 HB-IDD baptisé « Nidwalden », le Vickers Super VC-10 G-ASGN de la BOAC et le Boeing 707 N8715T de la TWA, sont dynamités par les ravisseurs devant la presse internationale.

#### 8octobre1979: crash d'Athènes-Hellinikon
Le Douglas DC-8-62 HB-IDE baptisé « Uri » en provenance de Genève à destination de Shanghai se pose sur la piste 15L de l'aéroport international d'Hellinikon. Le train d'atterrissage touche le bitume à 740 mètres du seuil de la piste avec une vitesse de 146 nœuds. Alors qu'il reste encore 2 240 mètres de piste, les pilotes ne peuvent freiner l'avion et celui-ci s'écrase en bout de piste, provoquant la mort de 14 passagers. Jacques Washer, antiquaire de profession et fils du joueur de tennis belge Jean Washer, périt dans cet accident.

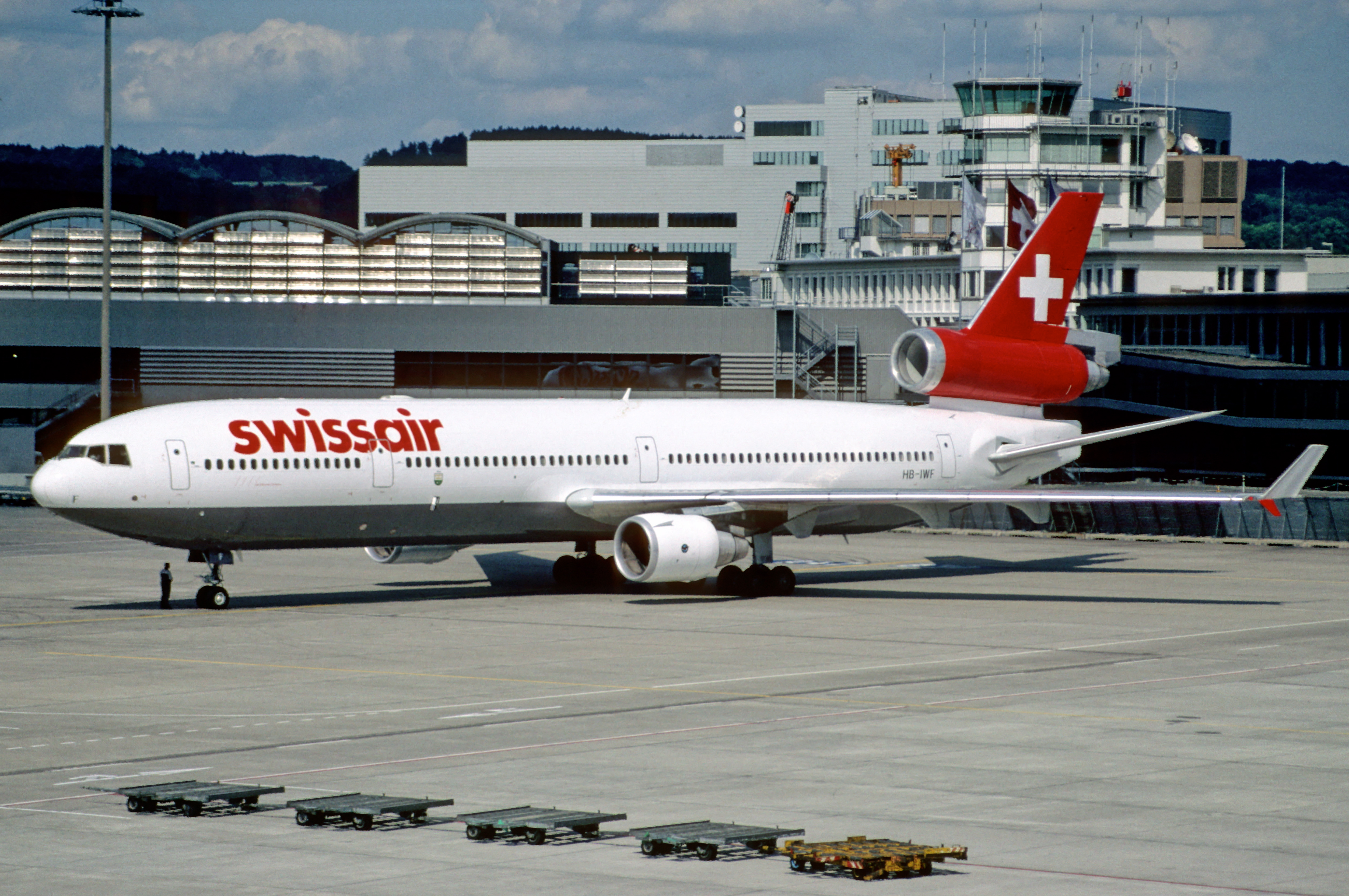
Le MD-11 HB-IWF, à Zurich, 50 jours avant son crash à Peggys Cove.

#### 2septembre1998:Peggys Cove, le volSR-111
C'est au large de la Nouvelle-Écosse  que se déroula le plus grand drame de l'histoire de la Swissair. Lors du vol New York - Genève, un incendie embrase le cockpit du MD-11 HB-IWF « Vaud » empêchant les pilotes de garder le contrôle de l'appareil qui percute l'océan à 22 h 31 heure locale. Aucun des 229 occupants ne survivra à cette tragédie.

## Le filmGrounding
Le film Grounding - Les derniers jours de Swissair, est sorti le 19 janvier 2006 dans les cinémas suisses en version allemande et le 1er mars 2006 en version française.
Le film attribue la faillite de Swissair essentiellement à Marcel Ospel, ancien président du conseil d'administration de l'UBS.

## Honneurs
- (2138) Swissair, astéroïde nommé du nom de la compagnie.